# 四月テーゼ
四月テーゼ (しがつテーゼ、ロシア語: апрельские тезисы）とは、1917年4月にレーニンが提起した10か条のテーゼの通称。最初にボリシェヴィキの会議で読み上げ、数日後に発表された論文「現在の革命におけるプロレタリアートの任務について」に全文を引用した。二月革命で成立した臨時政府を支持せず、労働者代表ソヴィエトへの全国家権力の移行を宣伝することや、ソヴィエトの主流派が主張する「革命的祖国防衛主義」にいっさい譲歩しないことを主張した。

## 背景
二月革命により、ロシアには臨時政府とともに労働者・兵士代表ソヴィエトが成立した。社会革命党とメンシェヴィキが多数派を占めるソヴィエトは、臨時政府を基本的に支持する姿勢を示した。
ボリシェヴィキは弾圧によって弱体化しており、革命勃発時にはペトログラードに主要な幹部はいなかった。シリャプニコフ、モロトフ、ザルツキーからなる党中央委員会事務局が当面の指導を行った。3月4日の決議「戦術的諸課題について」においては、臨時政府を「本質的に反革命的」と評価し、プロレタリアートと農民の独裁を実現する民主主義的な臨時政府の樹立を課題とした。3月8日の決議「ソヴィエトにたいする態度について」では、ソヴィエトによる臨時政府の樹立とともに、その「日和見主義的な」執行部の再選挙を主張した。3月9日の決議「戦争について」は、臨時政府により継続される戦争を帝国主義的なものと見なし、「帝国主義戦争を内乱へ」という従来のスローガンを維持した。一方、ペトログラードとモスクワの党組織は臨時政府を条件付きで支持する姿勢を示した。
3月12日にカーメネフ、スターリンが流刑地のシベリアからペトログラードに帰還すると、ボリシェヴィキの政策は、臨時政府に対する条件付き支持、革命的祖国防衛主義、という当時のソヴィエトの主流派（エスエル・メンシェヴィキ）と変わらないものになった。3月14日の党機関紙『プラウダ』に掲載された無署名の論文「臨時政府と革命的社会民主主義」は、「この臨時政府が旧体制の残滓と実際にたたかうかぎり，それにたいして革命的プロレタリアートの断乎たる支持が保証される」と述べた。翌15日のカーメネフの論文「秘密外交を廃して」は、「われわれのスローガンは、世界戦争をどうやっておわらせるかについてただちに交渉をはじめるよう、全交戦国を説得する試みを全世界の民主主義勢力の目のまえで公然とただちにはじめるよう、臨時政府に圧力をくわえることである。そしてそれまでは、各人は自分の戦闘部署にとどまるのである」とした。
レーニンは亡命地のチューリッヒで二月革命の勃発を知り、3月6日に電報で党の戦術を指示した。「新政府をまったく信頼せず、いっさい支持しない。とくにケレンスキーに疑いをもつ。プロレタリアートの武装が唯一の保障。ペトログラード市議会の選挙の即時施行。他党との接近はいっさい不可。」というものだった。3月7日に書かれた「遠方からの手紙」では、臨時政府を「資本主義的地主とブルジョアジーの階級の代表者」と特徴づけるとともに、労働者代表ソヴィエトを「プロレタリアートと都市および農村住民の貧困層全体との利益を表現する主要な、非公式の、未発展の、比較的に弱い労働者政府」として評価した。しかし、これらの電報や手紙はカーメネフ、スターリンの路線を変えるには至らなかった。
ボリシェヴィキは3月27日から4月2日にかけて党活動家会議を開いた。3月28日に採択された決議「戦争について」は、「ツァーリズムと帝国主義ブルジョアジーの全外交政策の完全放棄、国際秘密条約の破棄、プロレタリアートと革命的民主主義への実際の権力の移行だけが、ロシアの戦争の帝国主義的性格を変化させる」としつつ、「それまでは、軍隊の瓦解を拒否し、反革命に対する砦としてその力を保持することを必要と認め、すべての兵士と労働者にその地位にとどまり秩序を維持することを求める」とした。臨時政府に対する態度についてはスターリンが主報告者となり、臨時政府とソヴィエトについて「労働者・兵士代表ソヴィエトは、蜂起せる人民の革命的指導者であり、臨時政府を統制する機関である。一方、臨時政府は、事実上革命的人民の獲得物を強固にする役割を果たした」と特徴づけた上で、「臨時政府が革命的歩みを強化するかぎり、そのかぎりにおいてわれわれはそれを支持しなければならない」とした。討議のなかで批判を受け「臨時政府に対する支持を語ることは論理的ではない」と軌道修正し、3月31日に採択された決議「臨時政府に対する態度について」は「支持」という文言を含まないものになった。ところが4月1日の全ロシア・ソヴィエト協議会では、ボリシェヴィキは臨時政府を条件付きで支持する執行委員会の案に賛成した。
レーニンは4月3日に帰国し、翌日の集会（ボリシェヴィキの集会、および、労働者・兵士代表ソヴィエト全ロシア協議会の代議員中のボリシェヴィキとメンシェヴィキとの合同集会）で10か条のテーゼを発表した。四月テーゼと呼ばれる。このテーゼは4月7日付の党機関紙『プラウダ』に掲載された論文「現在の革命におけるプロレタリアートの任務について」において解説付きで掲載された。

## 概要
四月テーゼの内容は以下の通り。
1. 「革命的祖国防衛主義」の名の下に帝国主義戦争を続けることに反対する。
2. 現在は、権力をブルジョアジーに渡した革命の最初の段階から、プロレタリアートと貧農の手に権力を渡す第二の段階への過渡。
3. 臨時政府をいっさい支持しない。
4. 全国家権力を労働者代表ソヴィエトに移す必要を宣伝する。
5. 議会制共和国ではなく、労働者・雇農・農民代表ソヴィエトの共和国。警察、軍隊、官僚の廃止。
6. 土地を国有化し、土地の処理を地区の雇農・農民代表ソヴィエトにゆだねる。
7. 全銀行の統合と労働者代表ソヴィエトによる統制を実施する。
8. 社会的生産と生産物の分配にたいする労働者代表ソヴィエトによる統制。
9. 党大会の召集、党綱領の改訂、党名の共産党への変更。
10. 社会排外主義と「中央派」に反対する新しいインターナショナルの創設。

レーニンはその後の論文で四月テーゼの内容を繰り返し解説した。
4月9日の『プラウダ』に掲載された「二重権力について」では、労働者・兵士代表ソヴィエトを「1871年のパリ・コンミューンと同じ型の権力」と評価し、さらに詳しく次のように特徴づけた。
小冊子「戦術にかんする手紙」では、1905年の第一革命以来ボリシェヴィキのスローガンとなっていた「プロレタリアートと農民の革命的民主主義的独裁」（労農民主独裁論）との関係を説明した。二月革命によって国家権力はブルジョアジーの手に移ったのでブルジョア民主主義革命は終了したが、同時に現れた労働者・兵士代表ソヴィエトは「プロレタリアートと農民の革命的民主主義的独裁」を実現しており、プロレタリアートと農民の権力によるブルジョア民主主義革命を主張する労農民主独裁論の枠組みは古くなってしまった、というのであった。
カーメネフは、4月8日の『プラウダ』に掲載された論文「われわれの意見の違い」において、四月テーゼが「ブルジョア民主主義革命は終了したとみとめることから出発して、この革命をただちに社会主義革命へ転化させることを目あてとしている」と批判した。この点について「戦術にかんする手紙」は、テーゼの第八条に「われわれの直接の任務は、社会主義を『導入』することではない」と書かれていることに注意を促すとともに、議会主義的共和制より高度なパリ・コンミューン型の国家が労働者・兵士代表ソヴィエトとして既に生まれている、と指摘した。

## 「党の再武装」
ソヴィエトの圧力により、臨時政府は3月27日に「戦争目的についての声明」を発表した。「自由ロシヤの目的は、他民族を支配することでもなく、彼らからその民族的な財産を奪取することでもなく、外国領土の暴力的奪取でもない。それは、諸民族の自決を基礎とした確固たる平和をうちたてることである」としつつ、「わが連合国にたいしてあたえた誓約は完全に遵守される」とし、敵国領土の併合を含む秘密協定を暗に認めた。外務大臣ミリュコフはこの声明を4月18日に連合国に通知し、その際に「遂行された革命が、共通の同盟した闘争におけるロシヤの役割の弱化を招来する、と考える理由はいささかもない。全く逆に……決定的勝利まで世界戦争を遂行しようという全国民的志向は、強まっただけである」という覚書（ミリュコフ覚書）を付けた。平和より戦争の継続を強調したこの覚書は、ソヴィエト側の兵士や労働者の抗議デモを引き起こした（四月闘争）。
そのような状況の中、ボリシェヴィキは4月14日から22日にかけてペトログラード全市協議会、4月24日から29日にかけて全ロシア協議会を開き、四月テーゼに基づいて数本の決議を採択した。
「戦争について」は、「革命的祖国防衛主義」にいっさい譲歩しないこと、戦争を民主主義的な講和で終わらせるためには少なくともいくつかの交戦国で革命的階級が国家権力を握らなければならないことを人民に説明することを決めた。テーゼ第一条に対応する。
「臨時政府にたいする態度について」は、臨時政府を地主とブルジョアジーの支配の機関と特徴づけ、「臨時政府を信頼するような政策とはきっぱりと手をきる必要があることを、全力をあげて人民にかたる」ことを決めた。「労働者・兵士代議員ソヴィエトについて」は、全国家権力のソヴィエトへの移行のため、ソヴィエトの中で多数派を獲得するために活動することを決めた。これらはテーゼ第二条から第四条に対応する。
「農業問題について」は、地主地の没収、農民への土地の引き渡し、土地の国有化を主張した。テーゼ第六条に対応する。
「現在の情勢について」は、ロシアでは「社会主義的変革の即時の実現を目標とすることはできない」としつつ、社会主義をめざす行動として、土地の国有化、銀行の統合と国家的統制、保険機関および資本家の巨大シンジケートにたいする国家的統制などを挙げた。テーゼ第七条から第八条に対応する。
「党綱領の改正について」は、党綱領の改正の基本的な方向性を示した。「ブルジョア議会制共和国ではなく、プロレタリア的・農民的民主共和国（すなわち警察のない、常備軍のない、特権的な官僚のいない国家の型）を要求するという趣旨」の改正も指示された。テーゼ第五条、第九条に対応する。
「インタナショナル内の状況とロシア社会民主労働党（ボ）の任務」は、「祖国防衛主義者」と最終的に訣別し、「中央派」の中間的な政策とも断乎としてたたかう第三インタナショナルを創設するために、イニシアティヴをとることを決めた。テーゼ第十条に対応する。
4月の協議会では戦争についての決議に関して本質的な対立はなかった。3月の党活動家会議で革命的祖国防衛主義を擁護したヴォイチンスキーは既にメンシェヴィキに移っていた。一方、臨時政府にたいする態度についての決議に関しては、カーメネフとレーニンのあいだに若干の意見の相違が残っていた。カーメネフは、ブルジョア民主主義革命は終了した、というレーニンの見解に対し、地主的土地所有が清算されていないこと、および、ソヴィエトはプロレタリアートだけの組織ではなくプロレタリアートと小ブルジョアジーとの連合であることを指摘した。また、ソヴィエトによる権力獲得までの段階においてソヴィエトによる臨時政府に対する統制を語るのは空文句だ、というレーニンの見解に対し、小銃や大砲にたいする権力をすでに握っているソヴィエトにはそれが可能だ、と指摘した。しかし協議会はレーニンの見解に沿って決議を採択した。
トロツキーはボリシェヴィキの政策が四月テーゼの内容に沿って修正された過程を「党の再武装」と呼んだ。

## テーゼの実現

### 「全権力をソヴィエトへ」(Вся власть Советам!)
「全権力をソヴィエトへ」というスローガンは、七月事件が敗北に終わったあと、一度取り下げられた。逮捕を避けて地下に潜ったレーニンは、匿名で発表された7月20日の論文「政治情勢」において、「全権力をソヴィエトへ」というスローガンを放棄して武装蜂起の準備を進めることを主張した。
スターリンとスヴェルドロフが指導するボリシェヴィキの中央委員会は、「全権力をソヴィエトへ」というスローガンを取り下げることには同意したものの、武装蜂起に関する提案は受け入れなかった。7月末から8月初めにかけて開かれたボリシェヴィキの第六回党大会は、「現時点で正しいスローガンは、反革命ブルジョアジーの独裁の完全な粉砕でしかありえない」とする決議「政治情勢について」を採択した。
8月のコルニーロフの反乱において、ソヴィエトは反乱を阻止するための組織として有効に機能し、その内部でボリシェヴィキへの支持が急上昇した。ペテルブルクとモスクワのソヴィエトにおいてボリシェヴィキは多数派となった。そこでレーニンは革命の平和的発展のスローガンとして「全権力をソヴィエトへ」を復活させ、同時に党内向けの文書において武装蜂起による権力奪取を主張しはじめた。
ボリシェヴィキの中央委員会は、レーニンが欠席した9月15日の会議では武装蜂起の提案に同意せず、決定を延期した。しかしレーニンが出席した10月10日と10月16日の会議で武装蜂起の方針を採択した。ただし、武装蜂起はレーニンの提案どおりにボリシェヴィキ単独で準備されたのではなく、トロツキーの主張に沿ってペトログラード・ソヴィエトの軍事革命委員会を中心に進められた。大勢が決した10月25日、軍事革命員会は「国家権力は、ペトログラード労働者・兵士代表ソヴェトの機関の手にうつった」と宣言した。

### 平和についての布告
10月26日、第二回全ロシア・ソヴィエト大会は、臨時労農政府の平和についての布告を採択した。布告は、交戦国の政府と国民に対して無併合・無賠償の民主主義的講和を提議し、秘密外交の廃止とこれまでの秘密条約の公表を宣言した。
連合国政府は臨時労農政府の提案を単独不講和協定にたいする違反と見なし、無視した。臨時労農政府を正当な政府として承認することもなかった。一方、ドイツ政府は休戦交渉の開始に同意した。12月2日に休戦条約が締結され、つづいて12月9日からブレスト＝リトフスクにおいて講和交渉が開始された。
ドイツ側は占領地域からの撤兵を拒否し、賠償を要求した。それを受け入れるかどうか、ボリシェヴィキ内で論争が起こった。レーニンは1918年1月7日に「併合主義的単独講和の即時締結の問題についてのテーゼ」を書き、翌日の会議で読み上げた。ドイツの条件を受け入れることを主張したものであった。一方、モスクワ州ビューローを代表するブハーリンは講和交渉を中止して革命戦争に訴えることを主張した。トロツキーは、戦争を中止し、軍隊の復員を行うが、講和には調印しない、という立場をとった。1月11日の党中央委員会、および翌日の左翼エスエルとの合同中央委員会は、トロツキーの案を可決した。
ドイツ軍は2月18日から全面的な攻勢を開始した。2月23日のボリシェヴィキの中央委員会ではレーニンの主張が勝利した。3月3日、臨時労農政府はさらに悪化した条件での講和条約に調印した。

### 土地についての布告
二月革命後、地方では農民が地主の土地を奪取する運動が広がった。社会革命党はその運動から距離を置き、憲法制定会議を待つべきだという立場をとった。ボリシェヴィキは4月協議会の決議で農民の運動を積極的に肯定した。
8月19日付の『全ロシア農民代表ソヴェト通報』は「1917年のペトログラードの農民代表第一回全ロシア大会にたいして地方の代議員が提示した242通の要望書にもとづいて作成された模範要望書」という論文を掲載した。土地の私有権の廃止、賃労働の禁止、均等な土地用益、土地の平等な分配と定期的割替などの要求を含むものだった。レーニンはこの「模範要望書」を肯定的に評価した上で、「資本家と同盟しながらこれらの要求を実現するということは、まったく不可能」とし、それが可能だと主張している社会革命党を批判した。
10月26日に労働者・兵士代表ソヴェト第二回全ロシア大会が採択した「土地についての布告」は、「模範要望書」をまるごと引用して「偉大な土地改革を実現するための指針」とした。
土地についての布告は社会革命党の綱領に基づくものであり、ボリシェヴィキの農業綱領とは違っていた。ボリシェヴィキと左翼エスエルの連立政府においてボリシェヴィキがどう行動するべきかについて、レーニンは以下のように論じた。

### 労働者統制
二月革命の直後から、労働者は各工場で工場委員会を設立し、労働時間の短縮や賃金の引き上げを要求しはじめた。工場委員会は経営を統制する活動にも踏み込んだ。この「労働者統制」は四月テーゼの「統制」とは異なるものだった。後者は資本主義諸国で導入されていた統制経済の延長線上にあるもので、戦争による経済の崩壊を避けるためのものだった。しかし労働者統制はアナルコ・サンディカリズムの影響を受けたもので、資本家にたいする直接的な闘争だった。
レーニンは6月1日の工場委員会協議会のために「崩壊との闘争の経済的諸方策についての決議」を起草した。若干修正されて採択された決議は、「物資の生産と分配にたいする真の労働者統制」を主張し、それに参加する権利を工場委員会に与え、また金融・銀行業務にも労働者統制を及ぼさなければならないと主張した。そして最後に、「以上に述べたすべての方策は、全国家権力が労兵ソヴェトの手に移る場合にのみ計画的かつ成功裏に実行することができる」とし、四月テーゼの枠組の中に労働者統制を取り込んだ。
9月にレーニンが執筆した『さしせまる破局、それとどうたたかうか』は、戦争による経済の崩壊にたいする方策として、交戦諸国で実施されている方策をロシアでも実施することを主張した。その内容は、銀行の国有化、シンジケートの国有化、営業の秘密の廃止、経営者の業界団体への統合、消費の規制である。レーニンはこれらの方策を「革命的民主主義国家」が実施するのは社会主義への一歩だとした。10月に執筆した「ボリシェヴィキは国家権力を維持できるか？」は、大銀行を「社会主義を実現するためにわれわれに必要で、しかも、われわれが資本主義からできあがった形で引きつぐ『国家機関』」と位置づけた。
十月革命後の11月16日、臨時労農政府は「労働者統制令」を公布した。12月5日には「最高国民経済会議の設置に関する法令」を公布し、最高国民経済会議が労働者統制の活動を指導することを規定した。革命一周年の演説で、レーニンは労働者統制について次のように回想した。

### 銀行の国有化
ペトログラード・ソヴィエトの軍事革命委員会は10月25日に国立銀行本店を占領した。しかし銀行側はストライキやサボタージュで激しく抵抗し、臨時労農政府への協力を拒否した。11月末にようやくすべての業務がコミサールに指導されるようになった。
12月14日にはペトログラードの28の市営銀行が占領され、同日夜に中央執行委員会が「銀行国有化にかんする布告」を採択した。銀行業の国家独占を宣言するとともに、私立銀行を国立銀行に統合することを規定するものだった。

### 党名の変更と綱領の改正
レーニンは1917年6月に『党綱領改正資料』を発表し、綱領改訂の草案を示した。草案は四月テーゼの主張を反映したものとなった。
- 旧綱領は、ツァーリ専制を打倒して民主的共和制に変えることを党の当面の政治的任務としていた。改正案は、「一般に経済的発展と人民の権利とを、またとくにもっとも苦痛のすくないやり方で社会主義に移行する可能性をもっともよく保障するような国家制度のためにたたかうこと」を任務とし、さらに具体的に「議会主義的代議機関は、立法をおこなうとともに自分の法律を執行もする人民代表ソヴェトに、しだいに代えられる」と規定した。
- 銀行やトラストの国有化の要求を追加した。「一方では、銀行業やトラスト化された産業部門で資本主義がすでに高い発展段階に到達しており、他方では、帝国主義戦争のひきおこした崩壊が、いたるところで重要物資の生産と分配にたいする国家的、社会的統制を必要としているので、党は、銀行、シンジケート（トラスト）等々の国有化を要求する。」
- 農業綱領は全面的に書き換えられた。改正案は、すべての地主所有地の没収、農民代表ソヴェト等への土地の引き渡し、すべての土地の国有化、地主の家畜や農具の農民委員会への引き渡し、大規模な模範農場、を要求するものとなった。

1917年7月から8月にかけて開かれた第6回党大会では、党名の変更や綱領の改正は討議されなかった。党名の変更は十月革命後の1918年3月に開かれた第7回党大会で決まった。綱領の改正については1919年3月の第8回党大会で改正された綱領が採択された。状況の変化を反映し、綱領はソヴェト権力の任務を規定するものとなった。

### 共産主義インタナショナル
1918年12月、イギリス労働党は第二インターナショナルの再建を目指して各国の党に会議を呼びかけた。ボリシェヴィキはヨーロッパの国際主義的な諸派に対してこの会議への参加を拒否するよう呼びかけ、同時に第三インターナショナルを創設するための準備を始めた。
第三インタナショナルの創立大会は1919年3月にモスクワで開かれた。54名の代議員のうち、国外から参加したのはわずか5名だった。しかしロシア革命の成功によりボリシェヴィキの国際的権威が急上昇したため、1920年の第二回大会には41カ国67組織を代表する217名の代議員が参加した。